# Bhuvanéšvar
Bhuvanéšvar (urijsky ଭୁବନେଶ୍ୱର bhubaneśwara) je hlavní a největší město indického státu Urísa. Ve starověku se stal hlavním městem Kalingy v 7. století za vlády Sailodbhavasů. Dnes je uríským náboženským a obchodním centrem. I přesto, že má město velmi dlouhou historii, jeho současná podoba pochází z konce čtyřicátých let 20. století, kdy bylo přestavěno na návrh německého architekta Otto Königsbergera. Hlavním uríským městem se Bhuvanéšvar stal roku 1948, tedy rok poté, co získala Indie nezávislost, do roku 1947 byla hlavním městem Urísy Kataka.

## Chrámy v Bhuvanéšvaru
Od 7. století vládci budovali velkolepé náboženské chrámy (hlavním božstvem je Šiva). Bhuvanéšvar se stal tzv. Městem chrámů. Dříve zde stálo až 7 000 svatyní, do dnešní doby se těchto krásných chrámů zachovalo kolem pěti set. Chámy umožňují sledovat, jak se postupem času vyvíjel chrámový styl severní Indie. Chrámy se nachází ve skupinkách kolem nádrže Bindu Ságar. O nádrži se říká, že obsahuje vodu ze všech indických řek.

### Lingarádžův chrám
Jeden z nejpůsobivějších chrámů v celé Indii. Je považován za vrcholné dílo chrámové architektury v Uríse. Hlavní věž je 55 m vysoká a tvoří dominantu města. Chrám se začal budovat v 6. století a pak se neustále rozšiřoval kvůli obřadům, které byly stále složitější. Nové přístavby byly vyšší než ty původní. Celek tvořil nepravidelnou siluetu, pro staré chrámy nezvyklou. Na vnějších zdech chrámu je velké množství hluboko vytesaných postav, rostlinných vzorů, zvířat a božských bytostí, které se půvabně usmívají. Zajímavým motivem je rozzuřený lev přeskakující skrčeného slona.

### Parasuraméšvarův chrám
Je nejstarší chrám v Bhuvanéšvaru (z poloviny 7. století). I když je chrám tak starý, jeho výzdoba se do značné míry zachovala. Chrám obsahuje všechny prvky urijského stylu, ale krytý vchod vznikl až o něco později. Věž je rozdělena na tři části, v každé části se nachází socha nějakého božstva, včetně břichatého Ganéši (jeden z nejmilovanějších hinduistických bohů).

### Chrám Muktéšvary

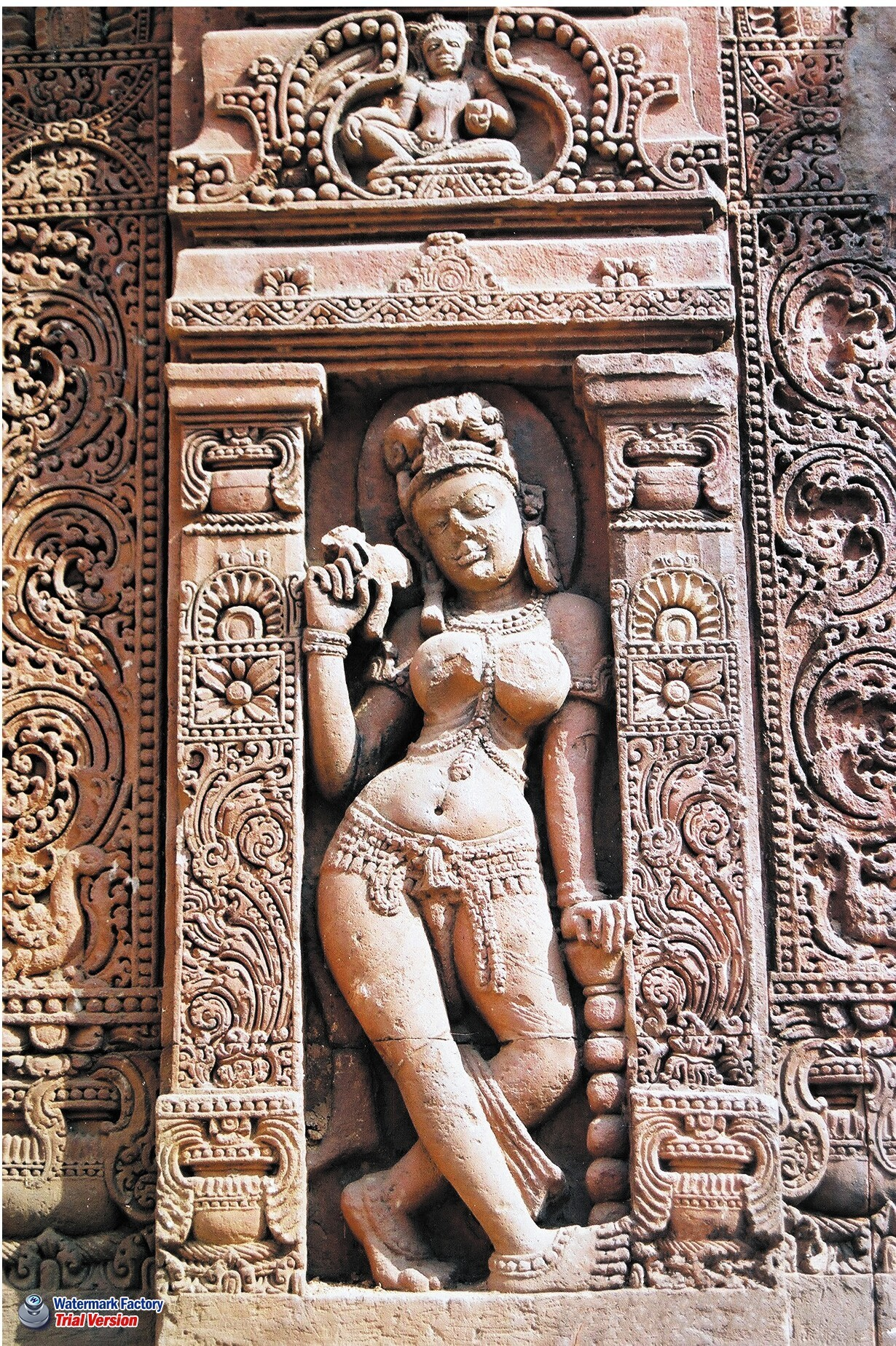
Ženská božstva jsou vytesána v hlubokých kamenných reliéfech

Postaven koncem 10. století. Nejkrásnější chrám; vyniká jemným a detailním propracováním soch a reliéfů. Především ve výrazech tváře a na oděvech ženských postav.

### Chrám Vaital Deul
Postaven koncem 8. století. Je zasvěcen bohyní Durze. Obdélníková svatyně s klenutou střechou se podobá buddhistickému klášteru. Uvnitř svatyně nalezneme do zdi vyřezané erotické motivy.

### Urijský styl
V chrámech v Bhuvanéšvaru se objevují 2 dominantní prvky:
1.) Na chrámové věži je tradiční žebrová ámalaka (koruna ve tvaru disku) a kalaša (křížový květ). Věž se skládá ze čtyř horizontálních pásem, v každém rohu je vyřezávaný ámalakový motiv. V průběhu staletí se tato věž stále zvyšovala a přibývaly nové prvky.
2.)Vstupní hala s půdorysem čtvercem (mandapa). Je zastřešena vodorovně členitou pyramidou. Novější chrámy, např. Lingarádža, mají navíc taneční halu (natmandir) a halu obětních darů pro kněze a věřící (bhógmandir).
Dalším prvkem urijských chrámů jsou nádherné sochy. Sochy hlavních bohů jsou na vnějších zdech ve vysokých dekorovaných výklencích. Božstva jsou vytesána v hlubokých reliéfech, jsou zobrazena v ladných pózách a s mírným úsměvem ve tváři. Vedlejší postavy (hudebníci, válečníci, milenci) mají zdobnější charakter. Kolem nich jsou jemně vyřezány vzory stonků, okvětních lístků a spirálových ozdob. Ano vnější zdi jsou bohatě zdobené, zatímco zdi uvnitř jsou poměrně holé. Při stavbě chrámů v pozdějším období se více věnovali architektuře než sochařství.

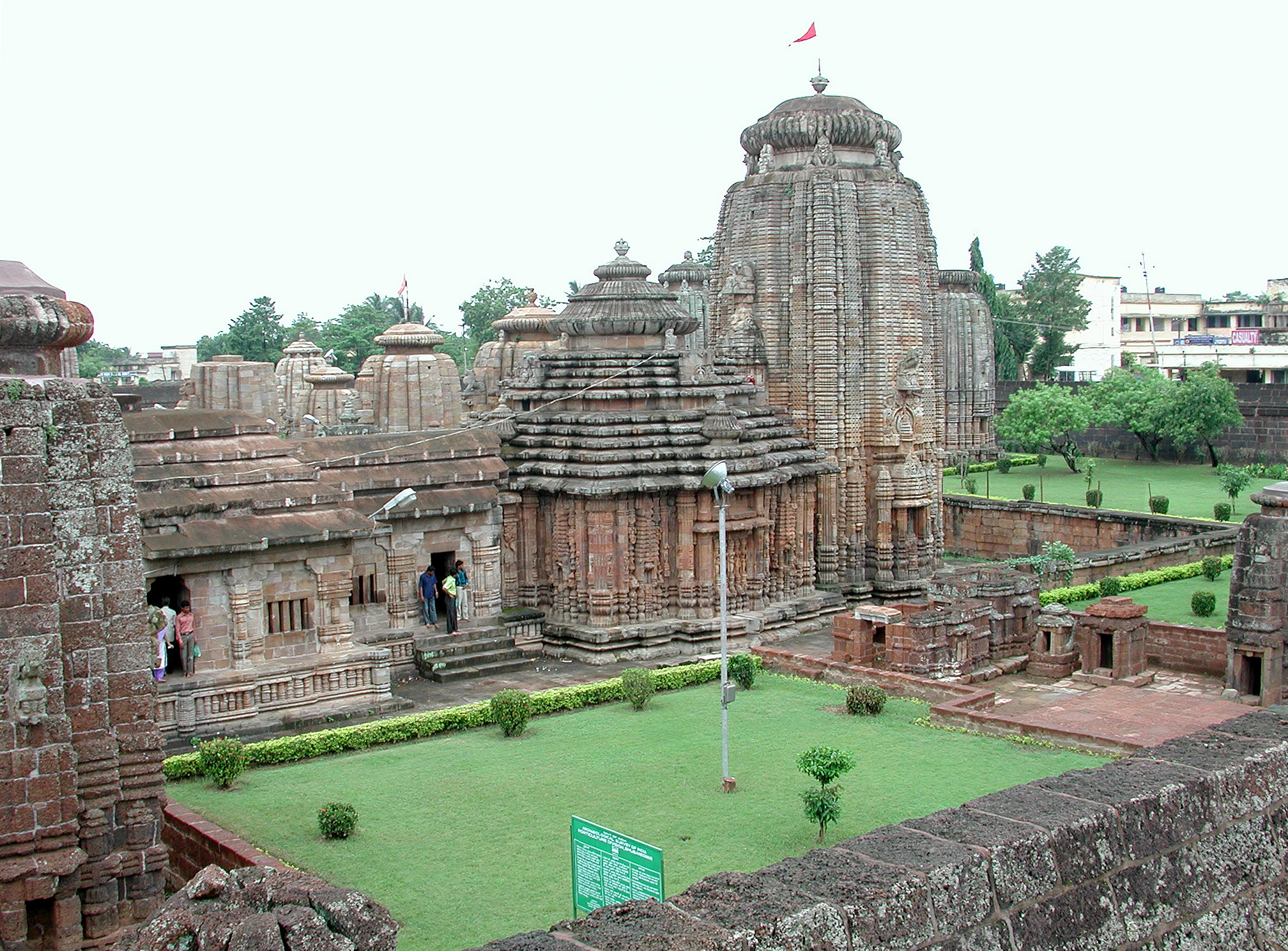
Lingarádžův chrám
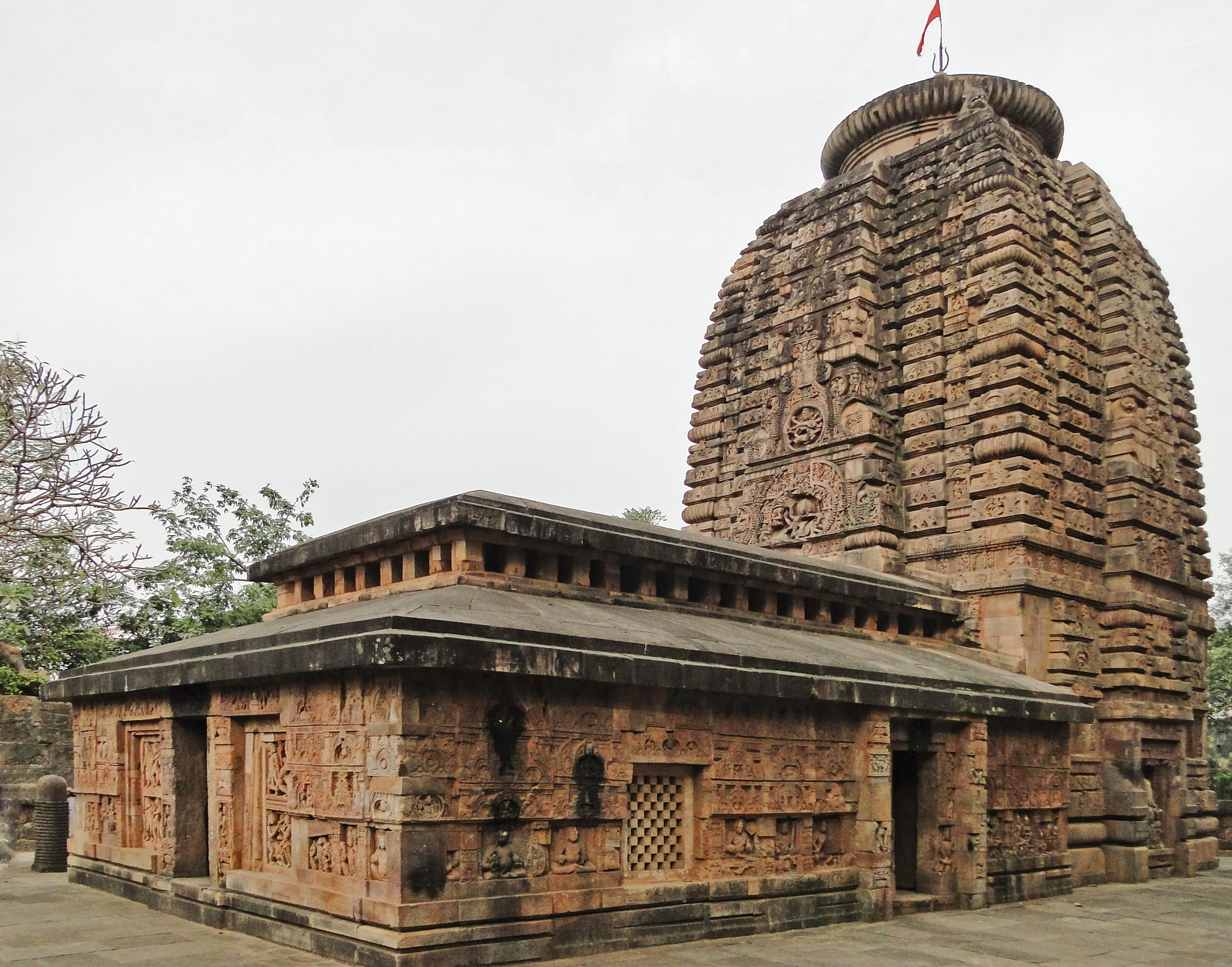
Parasuraméšvarův chrám
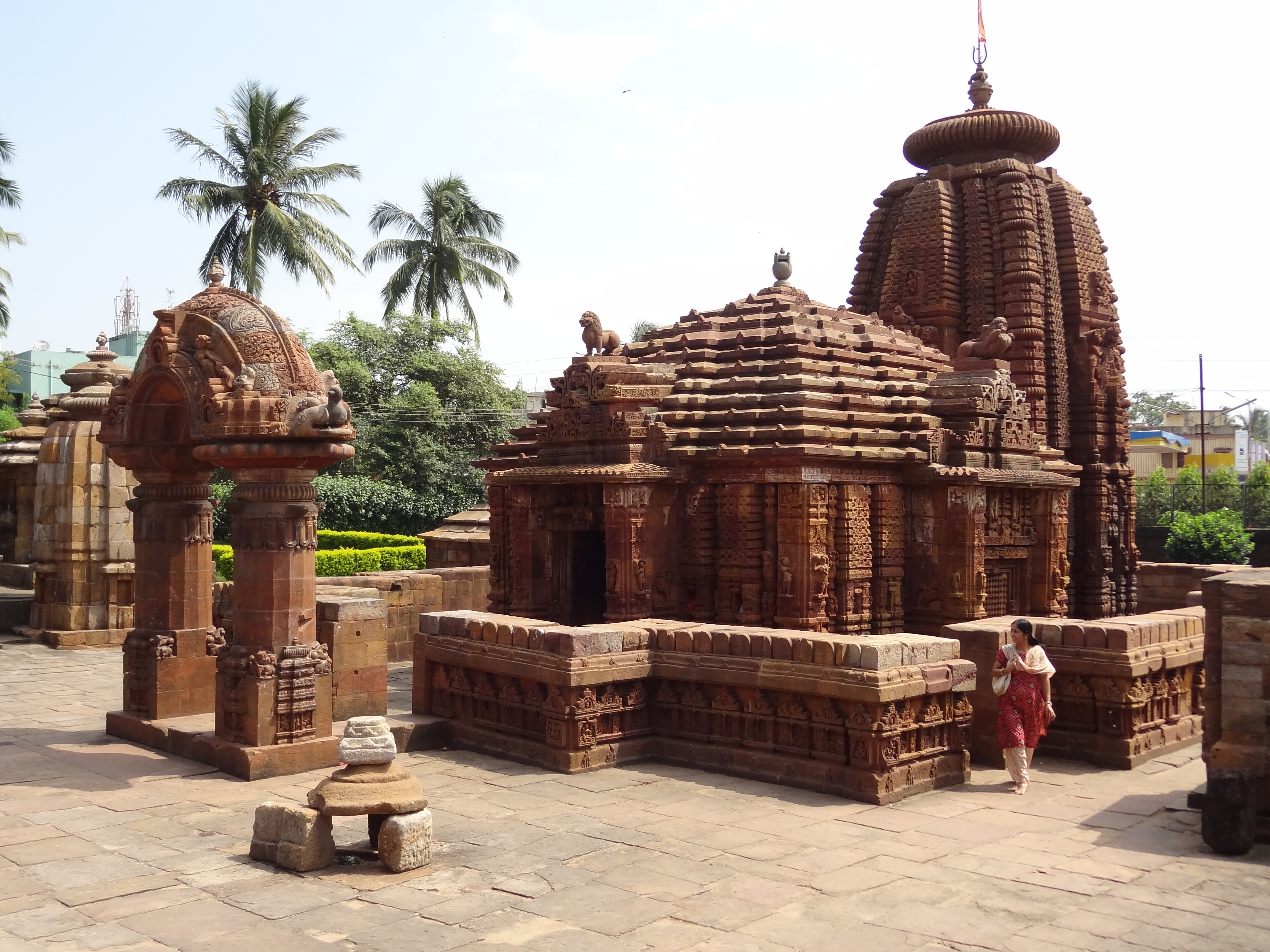
Chrám Muktéšvary
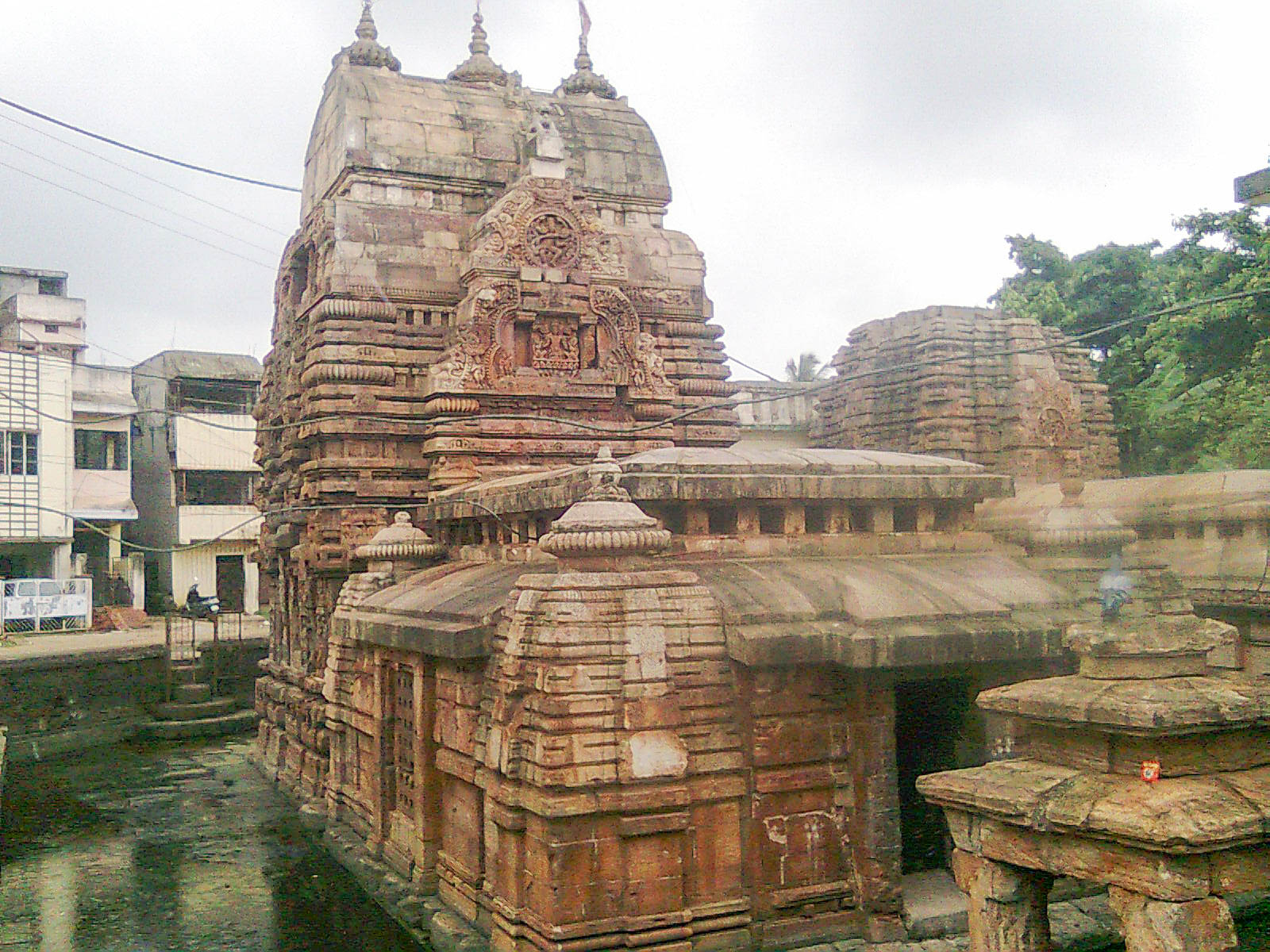
Chrám Vaital Deul
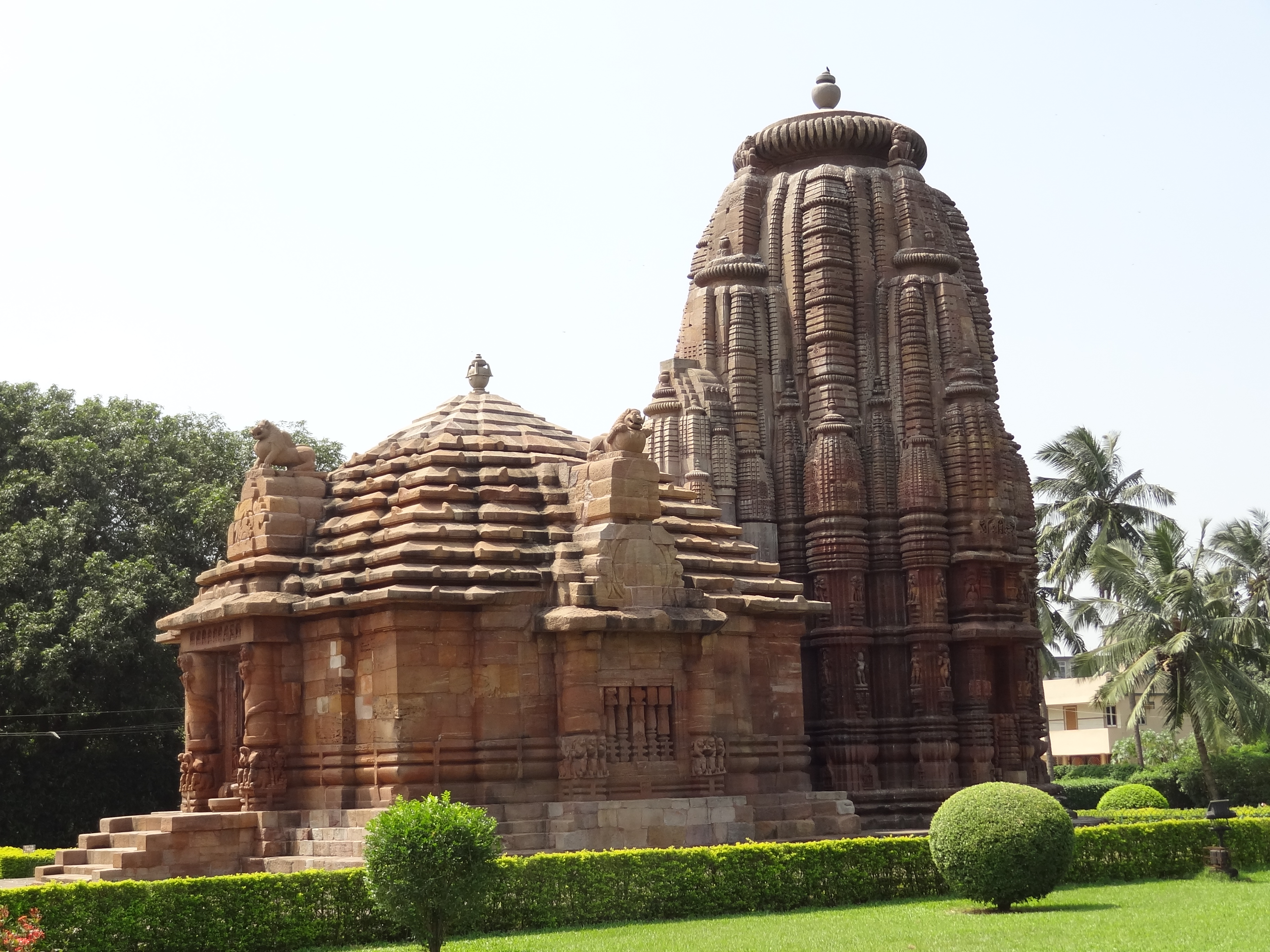
Chrám Rádžárání

## Partnerská města
- Cupertino, USA (16. srpna 2011)